# Лесьмян, Болеслав
Боле́слав Ле́сьмян (настоящая фамилия Лесман, пол. Bolesław Leśmian; 22 января 1877, Варшава — 5 ноября 1937, там же) — польский поэт еврейского происхождения, писавший на польском и русском языках. Член Польской академии литературы.

## Биография
Родился 22 января (по старому стилю) 1877 года, в семье кандидата математических наук Осипа (Иосифа) Бернардовича Лесмана (4 декабря 1847, Варшава — ?) и Эммы (Эстеры) Рудольфовны Сундерлянд (11 марта 1852, Варшава — 1 августа 1887, там же). Внук издателя Бернарда Лесмана (1815—1878, польск.), правнук писателя Антония Эйзенбаума (1771—1852, польск.). Родители его матери, Рудольф Сундерлянд (1819—1880) и Марианна Воль, владели фабрикой в Илже.
С 1881 года жил в Киеве. В 1895 году по протекции старшего двоюродного брата, поэта Антония Ланге, дебютировал стихотворением «Секстины» в журнале «Wędrowiec» («Странник»), затем печатался во второстепенных журналах, так как респектабельные издания отвергали его произведения. В 1896 году, окончив гимназию, поступил на юридический факультет Киевского университета святого Владимира. В 1897 году появилась первая публикация, подписанная предложенным Ланге псевдонимом «Лесьмян». В 1898 году был отмечен на конкурсе сонетов престижного краковского журнала «Życie». Посещал литературные салоны, путешествовал по Украине, участвовал в тайных патриотических кружках польских студентов; за декламацию вольнолюбивых стихов несколько недель провёл в тюрьме.
В 1901 году, по окончании университета, переехал в Варшаву. Работал помощником юрисконсульта на железной дороге. Под покровительством Ланге вошёл в столичные литературные круги.
В октябре 1903 года приехал в Париж. Жил впроголодь в дешёвых пансионах. Переводил стихотворения П. Верлена, Э. Верхарна, новеллы Эдгара По; для заработка анонимно публиковал переводы в журналах. Летом 1904 года познакомился с художницей Зофьей Хылинской (польск.), через год они поженились; в сентябре 1905-го у них родилась дочь Мария-Людвика. Познакомился с русскими символистами — К. Бальмонтом, Д. Мережковским, З. Гиппиус, А. Белым, В. Ходасевичем.
В конце 1906 года вернулся в Польшу. В 1906—1907 годах в журналах «Весы», «Золотое руно» и «Перевал» появились циклы его русских стихотворений. В 1908 году в семье родилась вторая дочь — Ванда. В 1909—1913 годах публиковал рецензии на литературные и театральные новинки в «Новой газете».
С конца 1911 до осени 1914 гг. жил с семьёй в Италии и Франции. По возвращении в Польшу с началом Первой мировой войны временно передал дочерей на воспитание друзьям и родственникам. В 1916 г. по приглашению Януша Орлинского переехал в Лодзь, где работал литературным руководителем Польского театра. Весной 1917 года вернулся в Варшаву.
2 августа 1918 года по протекции родственников жены был назначен на должность нотариуса в Грубешове. В 1922 г. переведён в ипотечный отдел мирового суда в Замостье старшим уездным нотариусом, в 1923 г. назначен старшим нотариусом.
В 1929 г. ревизией была вскрыта растрата в 30 000 злотых, возникшая по недосмотру Лесьмяна из-за махинаций его канцеляриста, который пустился в бега. Лесьмяну грозила тюрьма; он вынужден был продать драгоценности жены и приобретённые им ранее земельные участки в Варшаве, влезть в долги, из которых не выбрался до конца жизни.
Осенью 1932 г. пережил сильный сердечный приступ. Поэт Казимеж Вежиньский, благодаря связям в правительстве, добился списания большей части инкриминированной Лесьмяну растраты.
В 1934 году был избран членом Польской академии литературы с пожизненным денежным пособием. В 1935 г. по собственному желанию вышел в отставку и переехал с семьёй в Варшаву.

## Семья
Двоюродный брат — писатель Ян Бжехва. Дядя — поэт Антоний Ланге.

## Творчество
Один из самых нехарактерных и оригинальных авторов начала XX века. Литературовед Пётр Лопушанский условно разделил творческий путь Лесьмяна на четыре периода:
1. символистско-импрессионистический (1895—1901)
2. парнасский (1901—1910)
3. открытие и кристаллизация собственной поэтики: витализм, влияние идей Бергсона (1910—1928)
4. экзистенциализм (1929—1937)

В произведениях Лесьмяна вещи, мысли, явления начинают жить собственной жизнью, реальный мир постепенно растворяется в мифическом. На основе славянских мифов создал свой, фантастический ландшафт.
Произведения Лесьмяна с русского языка на польский переводил Ежи Фицовский.

## Переводы на русский язык

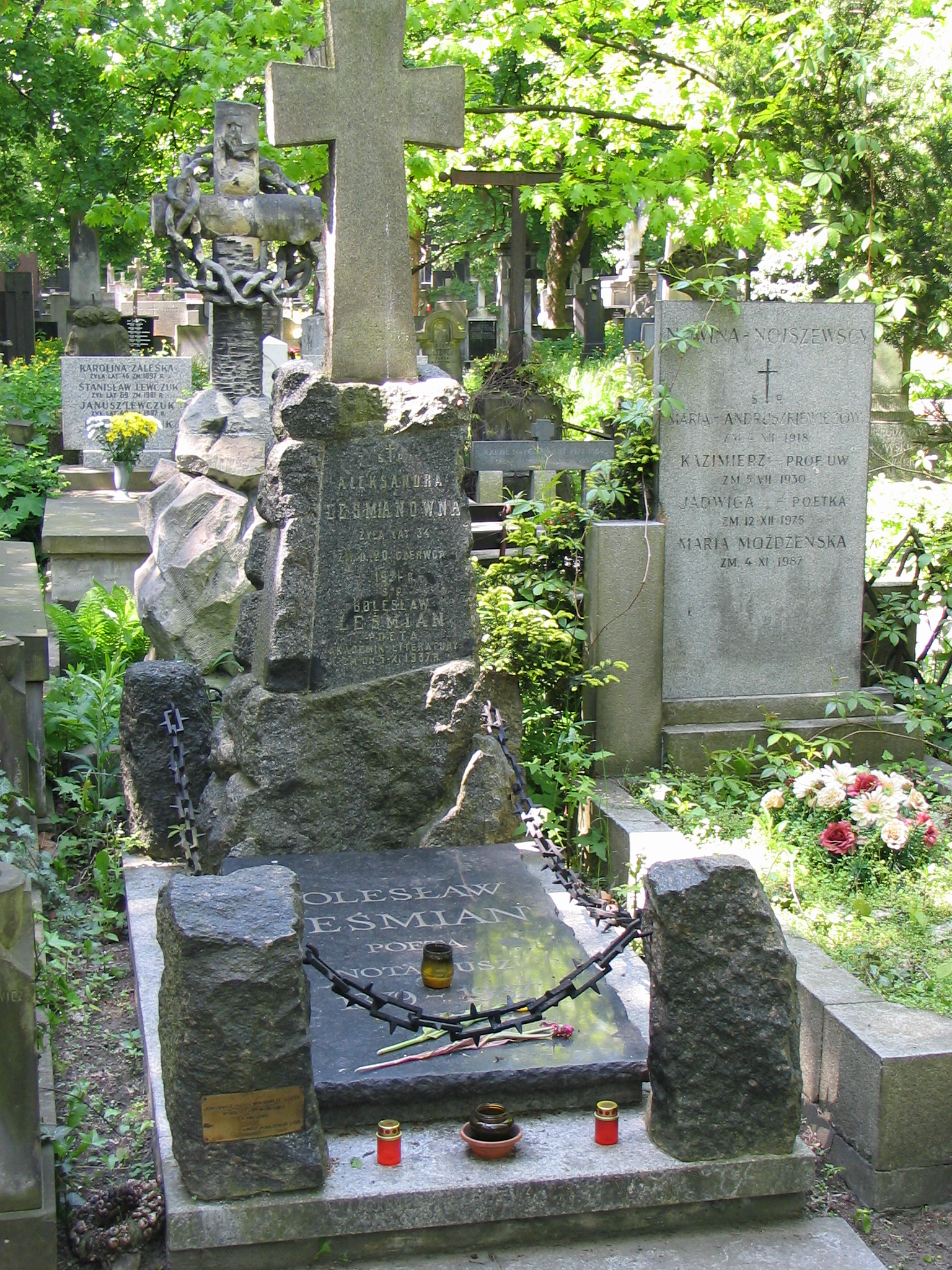
Могила Болеслава Лесьмяна на кладбище Старые Повонзки

Среди переводчиков Лесьмяна — Анатолий Гелескул, Геннадий Зельдович, Борис Пастернак, Сергей Петров, Мария Петровых, Давид Самойлов, Борис Слуцкий, Олег Хаславский, Алексей Цветков, Сергей Шоргин, Станислав Чумаков.

## Издания
- «Сад на перепутье» (1912)
- «Луг» (1920)
- «Студеное питье» (1936)
- «Лесное действо» (опубликовано посмертно, 1938)

## Публикации на русском языке
- Стихи. М.: Художественная литература, 1971.
- Безлюдная баллада, или Слова для песни без слов. М.: Рипол-Классик; Вахазар, 2006.
- Запоздалое признание / Пер. Г. Зельдовича. М.: Водолей, 2014.